# Danuta Sokolnicka
Danuta Sokolnicka z domu Szulc (ur. 18 listopada 1918 w Poznaniu, zm. 20 marca 1989 tamże) – polska jubilerka, złotniczka i projektantka biżuterii, pierwsza kobieta w Polsce, która uzyskała tytuł mistrza złotnictwa.

## Życiorys
Urodziła się w rodzinie Szulców, poznańskich złotników, jako córka Stanisława i Ireny z d. Wilhelmi. Już w wieku siedemnastu lat praktykowała w rodzinnym zakładzie jubilersko-zegarmistrzowskim. W 1935 rozpoczęła też studia z historii sztuki na Uniwersytecie Poznańskim. Dzięki kontaktom zawodowym ojca w 1937 podjęła naukę w szkole złotniczej Goldschmiedeschule w Hanau, gdzie przebywała do 1939. Do Poznania wróciła jeszcze przed wybuchem II wojny światowej.
Podczas kampanii wrześniowej służyła jako harcerka-sanitariuszka. Odznaczona została Krzyżem Walecznych. Jej wspomnienia z tego okresu zostały opublikowane w zbiorze Dni klęski, dni chwały. Wspomnienia Wielkopolan z września 1939 r. (Wydawnictwo Poznańskie, 1970).
Po zajęciu Poznania przez Niemców Szulcowie przenieśli się do Warszawy, gdzie Stanisław otworzył drobny zakład jubilerski. Podczas pobytu w Warszawie, w 1942 Danuta wyszła za mąż za Jerzego Sokolnickiego. W 1943 zdała egzamin czeladniczy, później egzamin mistrzowski, uzyskując jako pierwsza kobieta w Polsce tytuł mistrza złotnictwa.
Po wojnie wróciła do Poznania, gdzie prowadziła wraz z mężem zakład złotniczy. Jej prace złotnicze zdobyły medal Związku Izb Rzemieślniczych na ogólnopolskiej wystawie w 1947. Kontynuowała też przerwane studia z historii sztuki, które ukończyła w 1952 pod kierunkiem Szczęsnego Dettloffa, przedstawiając pracę dotyczącą relikwiarza elbląskiego z 1388, wydaną w Studiach Pomorskich w 1957. 
Na fali bitwy o handel Szulcom odebrano rodzinny zakład, który dał następnie początek spółdzielni jubilerskiej „Juwelia”. Jednocześnie władze uniemożliwiły Sokolnickiej zatrudnienie się w tej spółdzielni. Pracę znalazła w konkurencyjnej dla „Juwelii” Spółdzielni Pracy Rzemiosła Artystycznego „Rytosztuka”, gdzie w latach 1952–1957 pełniła funkcję głównego projektanta. Po odejściu z „Rytosztuki” została rzeczoznawcą w Desie.
Została pochowana na Cmentarzu Junikowo w Poznaniu.